# 티하 오를리체강
티하 오를리체강(체코어: Tichá Orlice, 폴란드어: Cicha Orlica, 독일어: Stille Adler)은 체코 파르두비체주와 흐라데츠크랄로베주를 흐르는 강으로 길이는 107.5 km, 유역 면적은 757.1 km2이다. 티하 오를리체강과 접한 주요 도시로는 체코 레토흐라트, 야블론네 나트 오를리치, 우스티나트오를리치, 브란디스 나트 오를리치, 호첸, 보로흐라데크 등이 있다.